# Ватанабе Акіра
Акіра Ватанабе (яп. 渡辺 暁, нар. 1 березня 1972 в Токіо) — японський шахіст, майстер ФІДЕ від 1997 року. Основне поле його діяльності — вивчення Південної Америки. Від 2012 року доцент Яманаського університету.

## Біографія
В шахи навчився грати під час навчання в початковій школі, але значно більше приділяв їм уваги вже в середній школі. Після закінчення Токійського університету вивчав шахи в Мексиці. 1997 року здобув титул майстра ФІДЕ.
Станом на листопад 2009 року мав рейтинг ЕЛО 2323, що робило його третім шахістом Японії. За класифікацією шахової асоціації Японії володіє шостим даном. Улюблені дебюти: сицилійський захист, староіндійський захист.
Був відповідальний за коментарі до книги Боббі Фішера «Мої 60 пам'ятних партій», що вийшла японською мовою в 2011 році.
Основне поле діяльності — вивчення Південної Америки. Працює викладачем і науковцем у Яманаському університеті, але також є позаштатним лектором університетів Кейо та Суруґадай.

## Звання
- Чемпіон Японії серед юніорів: 1990, 1991
- Чемпіон Японії серед студентів: 1992, 1993
- Тричі вигравав чемпіонат Японії: 1999, 2000, 2001[1]
- Тричі перемагав у японській шаховій лізі: 1998, 1999, 2002
- Здобув золоту медаль на чемпіонаті Японії зі швидких шахів 1992